# نوربرت نويزر
نوربرت نويزر (بالألمانية: Norbert Neuser)‏ (و. 1949  م) هو مدرس، وسياسي ألماني، ولد في بوبارد، هو عضوٌ الحزب الديمقراطي الاجتماعي الألماني.

## مناصب
تولى منصب عضو البرلمان الأوروبي (منذ 2 يوليو 2019)
- عضو البرلمان الأوروبي (منذ 25 مايو 2014)[3][4]
- عضو البرلمان الأوروبي (14 يوليو 2009–30 يونيو 2014)[4]

.

## التعليم
تعلم في جامعة كوبلنز-لانداو
.